# Ferruccio Lamborghini
Ferruccio Elio Arturo Lamborghini (Cento, Emilia-Romaña, 28 de abril de 1916-Perugia, 20 de febrero de 1993) fue un fabricante italiano de tractores y automóviles deportivos.

## Biografía
Ferruccio Lamborghini nació el 28 de abril de 1916 en la pequeña ciudad de Cento, en la provincia de Ferrara, a 30 km de Módena. 
Sus padres eran agricultores ricos y estudió mecánica en el Instituto Tecnológico Fratelli Taddia cerca de Bolonia, graduándose en 1938.
Durante la Segunda Guerra Mundial fue movilizado en la Fuerza Aérea Italiana  y luego fue hecho prisionero por los ingleses en la isla de Rodas, donde se convirtió en mecánico a cargo de la flota de automóviles y aviones de la isla  y al final de la guerra, con su experiencia en mecánica, abrió un pequeño taller en su ciudad natal, Cento, donde fabricaba tractores, máquinas de aire acondicionado y sistemas de unidades calentadoras con partes de vehículos militares.
Según cierta historia, Lamborghini habría fundado su empresa de autos debido a una disputa con Enzo Ferrari. Según esa historia, después de la Segunda Guerra Mundial, Lamborghini era propietario de varios coches deportivos, incluyendo un Ferrari. Ferruccio notó que algunos componentes del embrague eran los mismos que usaban sus tractores, asimismo estaba sufriendo complicaciones de fiabilidad con su Ferrari. Un día fue a ver a Enzo Ferrari para reclamarle por los problemas técnicos de sus coches. Ferrari insultó a Lamborghini, diciendo "un fabricante de tractores no me va a enseñar cómo hacer coches deportivos". Y afrentado por la reacción de Ferrari, Lamborghini decidió "construir un coche mejor que un Ferrari" y demostrar que los supercoches no deberían ser tan temperamentales como los Ferrari.
Para alcanzar su objetivo, Ferruccio fundó su propia fábrica de coches deportivos cerca de la fábrica de Ferrari, y contrató a los ex-ingenieros de Ferrari Gianpaolo Dallara y Robert Wallace para diseñar y desarrollar sus coches. Su primer coche de producción, el Lamborghini 350 GT, era superior en todo lo que Lamborghini había criticado en su Ferrari. Su tercer modelo, el Lamborghini Miura, era un coche innovador y legendario que comenzó el género de los coches superdeportivos con el motor en el eje trasero. Lamborghini ha desarrollado muchos diseños únicos que describen a los italianos como los mejores diseñando coches: lujosos, atractivos y seguros.
En 1972, Lamborghini conoció a Georges-Henri Rossetti con quien se hicieron compañeros en el negocio de los coches deportivos y a quien le terminó vendiendo el 51% de las acciones de su marca de automóviles. Posteriormente, Lamborghini conoció a René Leimer, a quien en 1974 le terminó vendiendo el 49% restante de sus acciones, por lo que tras dicha venta se retiró del negocio, dejando en manos de Rossetti y Leimer una empresa aquejada principalmente por inconvenientes financieros y las huelgas de sus trabajadores. Ferruccio Lamborghini se retiró de la vida social afincándose en un viñedo adquirido en Perugia, donde falleció el 20 de febrero de 1993 a la edad de 76 años, curiosamente dos días después de cumplirse. Su hijo Antonio (Tonino) diseña una serie de ropa y accesorios bajo su nombre.
Fue abuelo del motociclista Ferruccio Lamborghini y de la celebrity Elettra Lamborghini.

## La política de Lamborghini en las carreras
Como fabricante de automóviles deportivos, Ferruccio Lamborghini era único en su trabajo. Mientras otros fabricantes de coches deportivos procuraron demostrar la velocidad, la fiabilidad, y la superioridad técnica de sus coches por la participación (y con esperanza de la victoria) en los motores de carreras, Lamborghini declaró claramente que su empresa no participaría o apoyaría los motores de carreras. Esto estaba en contraste directo con la política de Ferrari, donde el objetivo principal de sus coches de producción era el de generar ingresos para financiar su participación en las carreras. 
La política de Lamborghini causó tensión entre él y sus ex-ingenieros de Ferrari, que apoyaban a Ferrari en las carreras. Varios de ellos comenzaron a desarrollar un coche con el motor en el eje trasero y con el potencial de un motor de carreras. Lamborghini descubrió el proyecto en la etapa de prototipo, finalmente les permitió seguir con el proyecto, pero insistió en que no hubiera ninguna versión de carreras construida, este proyecto fue el Lamborghini Miura.

## La herencia de la tauromaquia

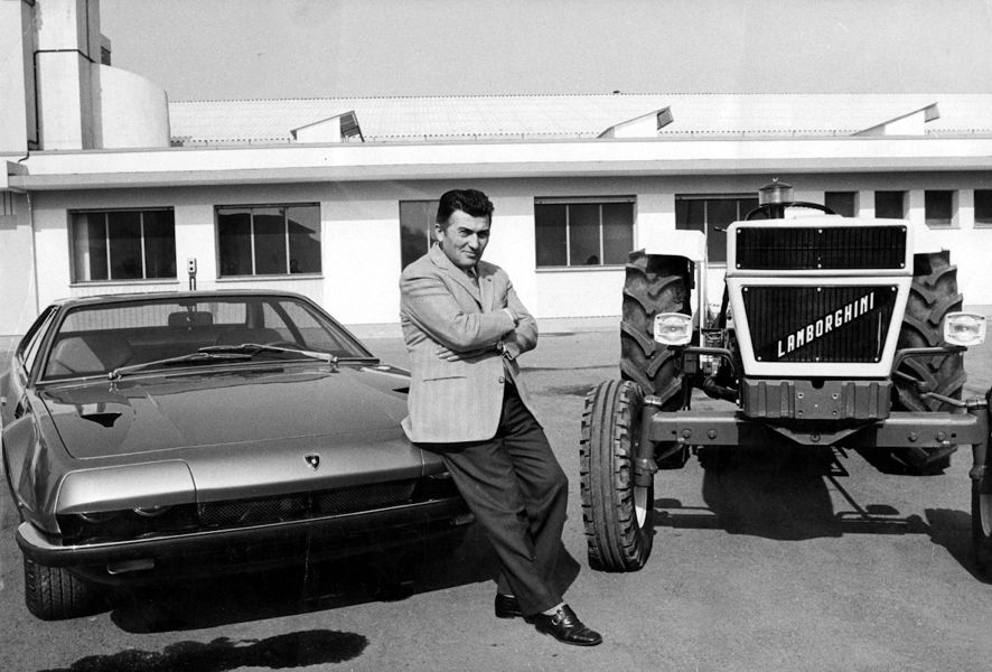
Ferruccio Lamborghini fotografiado entre un tractor y un automóvil Lamborghini en la década de los 70.

Lamborghini era un apasionado de la fiesta taurina española y de los toros, ese fue el motivo de utilizar el toro como símbolo en sus coches. El Lamborghini Miura fue llamado así por la ganadería de toros bravos española Miura. Lamborghini cumplimentó a Don Eduardo Miura en una visita de cortesía a la Finca Zahariche en 1966, a donde llevó el coche que lleva el nombre de la ganadería. El Lamborghini Islero fue llamado así por el toro Islero, de Miura, que cogió mortalmente el 28 de agosto de 1947 al célebre torero español Manolete (su nombre verdadero fue Manuel Laureano Rodríguez Sánchez). El Lamborghini Espada se llamó así por el arma de los toreros, que también es usada coloquialmente por los toreros refiriéndose a sí mismos como esgrimidores, que pueden ser vistos en viejos carteles de corridas de toros. El nombre del Lamborghini Jarama tenía una ambigüedad interesante: Jarama es un área renombrada tanto para la tauromaquia como para un circuito de coches de carreras, con localización en España.
Durante unos años, se pensó que el nombre Countach era un equivalente verbal a un aullido de lobo en italiano, sin embargo Countach es una expresión italiana utilizada cuando algo (generalmente una mujer) resalta de sobremanera. El Lamborghini Countach fue el último modelo desarrollado bajo la propiedad de Ferruccio Lamborghini y el primero en salirse de esta tradición, ya que el nombre no tiene ninguna base en la tauromaquia. El segundo modelo en salirse de la tradición taurina fue el Lamborghini Silhouette, cuyo nombre es la traducción al francés de la palabra "silueta", mientras que el tercero fue el Lamborghini Sián, el primer superdeportivo híbrido lanzado en 2019 y cuyo nombre es un vocablo boloñés que hace alusión al relámpago.
Los posteriores propietarios de la empresa volvieron a esta tradición, nombrando al modelo de 1990 como Lamborghini Diablo (nombrado así por el toro Diablo), el Lamborghini Murciélago (nombrado así por el famoso toro Murciélago, que contribuyó a una de las razas de Eduardo Miura) y el Lamborghini Gallardo (una casta de toro que era un elemento de las especies de la ganadería de Eduardo Miura).

## Influencia

### Cine
- En la película de 2022 Lamborghini: The Man Behind the Legend del director Robert Moresco, aparece siendo interpretado por Frank Grillo.